# Нове Климово
Нове Кли́мово (рос. Новое Климово, чув. Çĕнĕ Кĕлĕмкасси) — присілок (до 1958 року селище) у складі Ібресинського району Чувашії, Росія. Входить до складу Новочурашевського сільського поселення.
Населення — 37 осіб (2010; 55 у 2002).
Національний склад:
- чуваші — 100 %